# Леонтьевская улица (Пушкин)

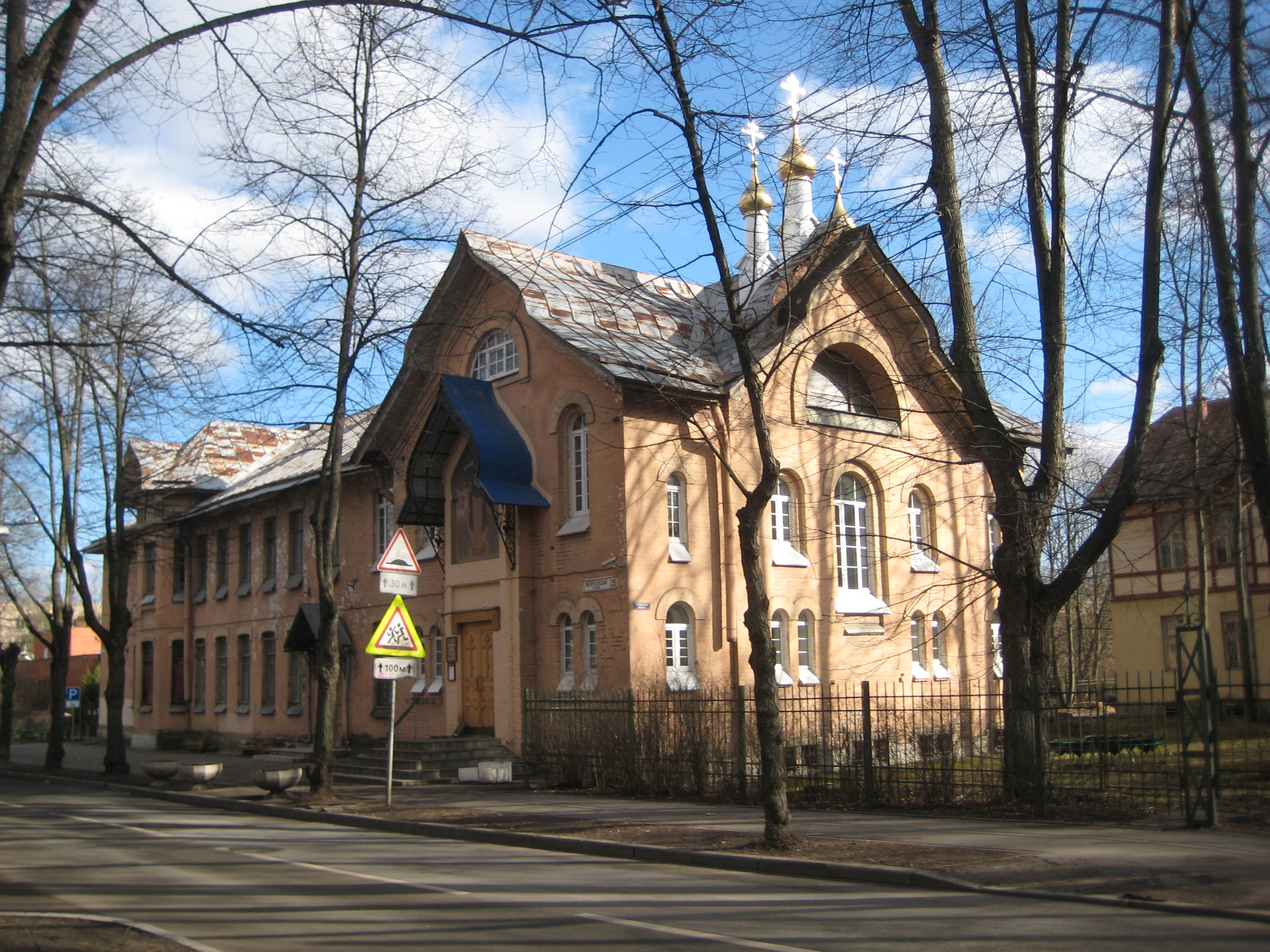
Скорбященская церковь при бывшей общине Красного Креста

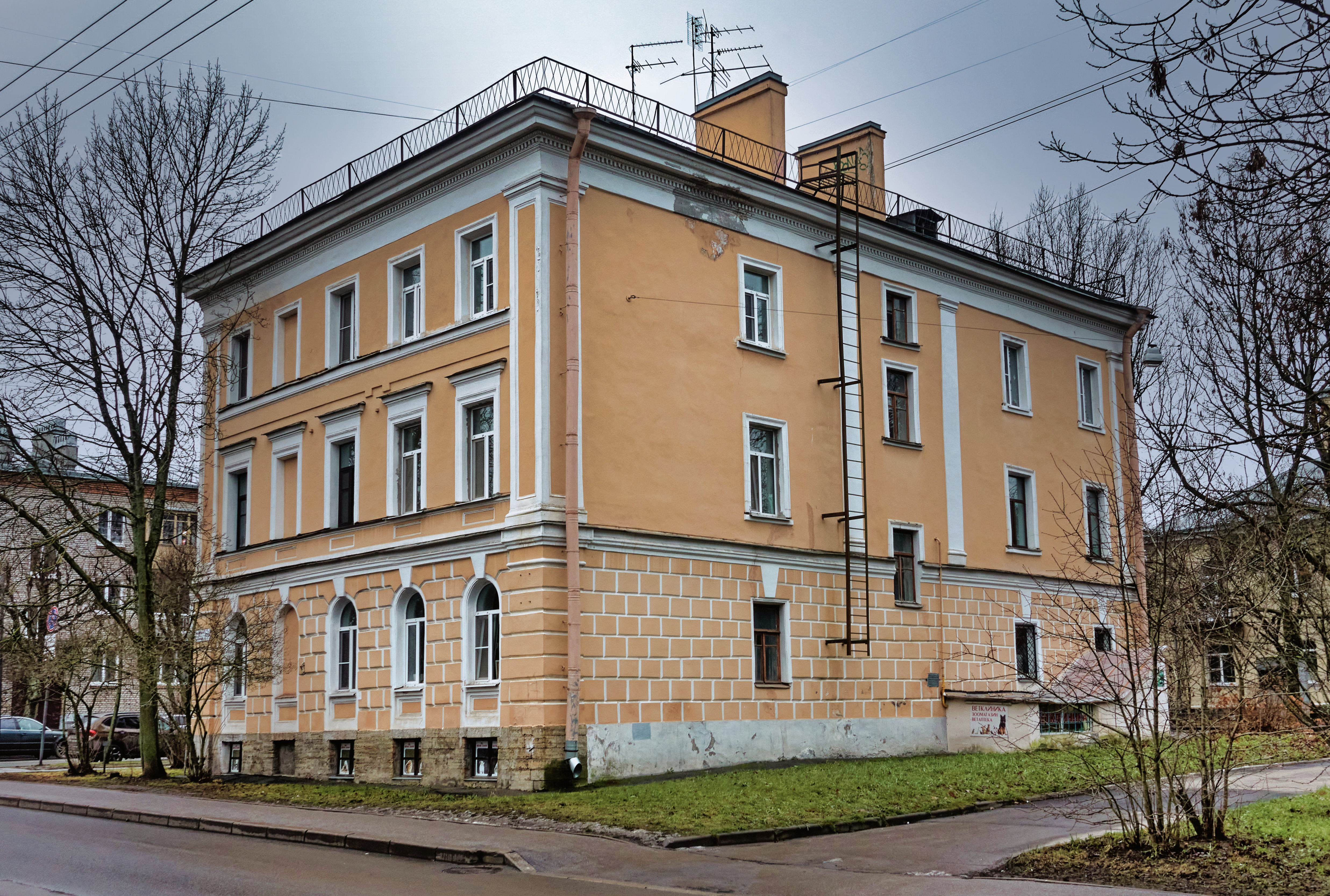
Дом Гасселя

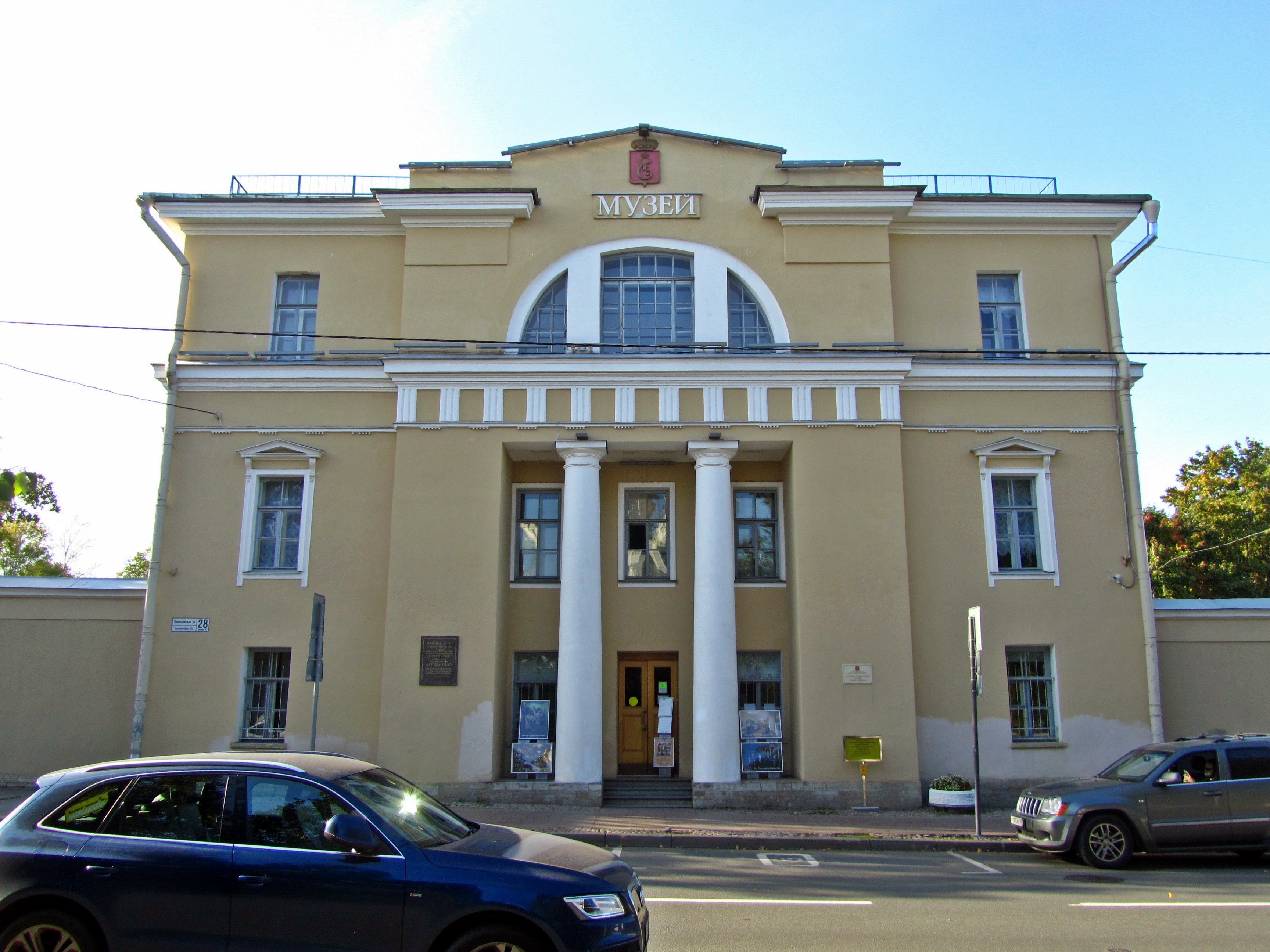
Музей города Пушкина

Лео́нтьевская улица — улица в городе Пушкине (Пушкинский район Санкт-Петербурга). Проходит от Садовой до Ленинградской улицы.

## История
Проезд на месте современной Леонтьевской улицы проложили в 1760-х годах.
Наименование известно с 1811 года. Оно было дано в честь главноуправляющего Царскосельским дворцовым правлением А. И. Леонтьева. Первоначально это был Лео́нтьевский переулок, который проходил от Садовой улицы до Октябрьского бульвара. В начале XX века его продлили сперва до Новой улицы, а затем до будущей Ленинградской улицы, с изменением статуса на Леонтьевскую улицу.
20 апреля 1918 года улицу переименовали в Кра́сную, а 4 сентября 1919 года — в улицу Труда́.
Прежнее название — Леонтьевская улица — было возвращено 7 июля 1993 года.

## Перекрёстки
- Садовая улица
- Средняя улица
- Малая улица
- Московская улица (юго-западный проезд Соборной площади)
- Пушкинская улица (северо-восточный проезд Соборной площади)
- Магазейная улица
- Октябрьский бульвар
- Новая улица
- Гражданская улица
- Ленинградская улица

## Здания и сооружения
По нечётной стороне
- дом 1/14 — Большая оранжерея
- дом 9 — дом В. М. Соловьёвой
- дом 13/17 — дом Васильевых
- дом 17 — Мариинская женская гимназия
- дом 21/28 — Царскосельская женская гимназия
- дом 27/40 — дом Стеткевич
- дом 33/14, 35 — Царскосельская община Красного Креста
- дом 39/28 — дом Е. Д. Максимова

По чётной стороне
- дом 2/12 — Кавалерский штаб-лекарский дом (Дом Н. М. Карамзина)
- дом 8/3 — Царскосельское дворцовое правление
- дом 18 — дом Каноббио
- дом 22 — управление полицмейстера
- дом 28 — городовое управление, ныне Историко-литературный музей города Пушкина
- дом 32 — пожарная часть
- дом 34/26 — дом М. А. Яковлева
- дом 42/38 — дом Гасселя